# Владислав (князь Хорватії)
Владислав (хорв. Vladislav; *д/н — †бл. 835) — князь Приморської Хорватії у 821—бл.835 роках.

## Життєпис
Був племінником князя Борни, сином сестри останнього. Після смерті Борна у 821 році, Владислава було обрано новим князем, затвердивши тим самим спадковий характер влади приморських хорватів. Резиденцією обрав фортецю Нін поблизу Спліту.
Владислав залишався вірним васалом Франкської імперії, підтримуючи імператора Лотаря I. Домогав до 823 року придушити повстання Людевіта Посавського, князя Паннонської Хорватії. Після цього значний вплив при Владиславі отримав його дядько Людемисл. Останній отримав титул князя Далмації. Владислав зберігав титул князя Далмації і Лібурнії, зберігаючи контроль насампеде над північними та південно-західними землями.
Помер Владислав близько 835 року. Його спадкував Міслав.